# Astrapothericulus
Astrapothericulus és un gènere extint de mamífers astrapoteris de la família dels astrapotèrids que visqueren a Sud-amèrica durant el Miocè, fa entre 16,3 i 20,4 milions d'anys. Se n'han trobat restes fòssils a l'Argentina i Xile. Eren ungulats corpulents i de dieta herbívora. El crani hauria pogut recordar el d'Astraponotus. El nom genèric Astrapothericulus és el diminutiu d'Astrapotherium, el nom d'un parent proper, i es refereix al fet que era un 30% més petit que l'astrapoteri.